# Nikołaj Puczkow
Nikołaj Gieorgijewicz Puczkow, ros. Николай Георгиевич Пучков (ur. 30 stycznia 1930 w Moskwie, zm. 8 sierpnia 2005 w Petersburgu) – radziecki hokeista na lodzie grający na pozycji bramkarza, dwukrotny medalista olimpijski, siedmiokrotny medalista mistrzostw świata.
Dwukrotnie został medalistą igrzysk olimpijskich w hokeju na lodzie – wraz z drużyną ZSRR zdobył złoty medal w turnieju olimpijskim w Cortina d’Ampezzo w 1956 roku i brązowy w Squaw Valley w 1960 roku.
Poza osiągnięciami olimpijskimi jeszcze pięciokrotnie został medalistą mistrzostw świata – w 1954 roku w Sztokholmie zdobył złoty medal, a w 1955 roku w Niemczech, w 1957 roku w Moskwie, w 1958 roku w Oslo i w 1959 roku w Pradze srebrne medale.
W latach 1954–1960 rokrocznie zostawał medalistą mistrzostw Europy – łącznie na jego koncie było sześć złotych i jeden srebrny medal.